# Nazar (vrachtwagenmerk)
Nazar was een vrachtwagenmerk uit Spanje.
Nazar werd opgericht in 1957 en was gevestigd in Zaragoza. Nazar maakte vooral vrachtwagens met laadvermogens tussen de 1.5 en de 9 ton. Voor de lichtere modellen gebruikte het bedrijf de motoren van het merk Perkins en voor de zwaardere modellen gebruikte het motoren van het merk Henschel. Nazar werd in 1967 overgenomen door Barreiros.